# Geoff Huegill
Geoffrey Andrew Huegill, detto Geoff (Gove, 4 marzo 1979), è un ex nuotatore australiano.
Specializzato nella farfalla, ha vinto una medaglia d'argento nella staffetta 4x100 m misti e una di bronzo nei 100 m farfalla alle Olimpiadi di Sydney 2000.

## Palmarès
- Olimpiadi

Sydney 2000: argento nella 4x100m misti e bronzo nei 100m farfalla.
- Mondiali

Perth 1998: oro nella 4x100m misti e bronzo nei 100m farfalla.
Fukuoka 2001: oro nei 50m farfalla e nella 4x100m misti e bronzo nei 100m farfalla.
Shanghai 2011: argento nella 4x100m misti e bronzo nei 50m farfalla.
- Mondiali in vasca corta

Göteborg 1997: oro nella 4x100m misti e argento nei 100m farfalla.
Mosca 2002: oro nei 50m farfalla e nei 100m farfalla e argento nella 4x100m misti.
- Giochi PanPacifici

Sydney 1999: argento nei 100m farfalla.
Yokohama 2002: argento nei 100m farfalla e nella 4x100m misti.
Irvine 2010: bronzo nella 4x100m misti.
- Giochi del Commonwealth

Kuala Lumpur 1998: oro nei 100m farfalla e nella 4x100m misti.
Manchester 2002: oro nei 50m farfalla, nei 100m farfalla e nella 4x100m misti.
Delhi 2010: oro nei 100m farfalla e nella 4x100m misti e argento nei 50m farfalla.